# Groentesoep

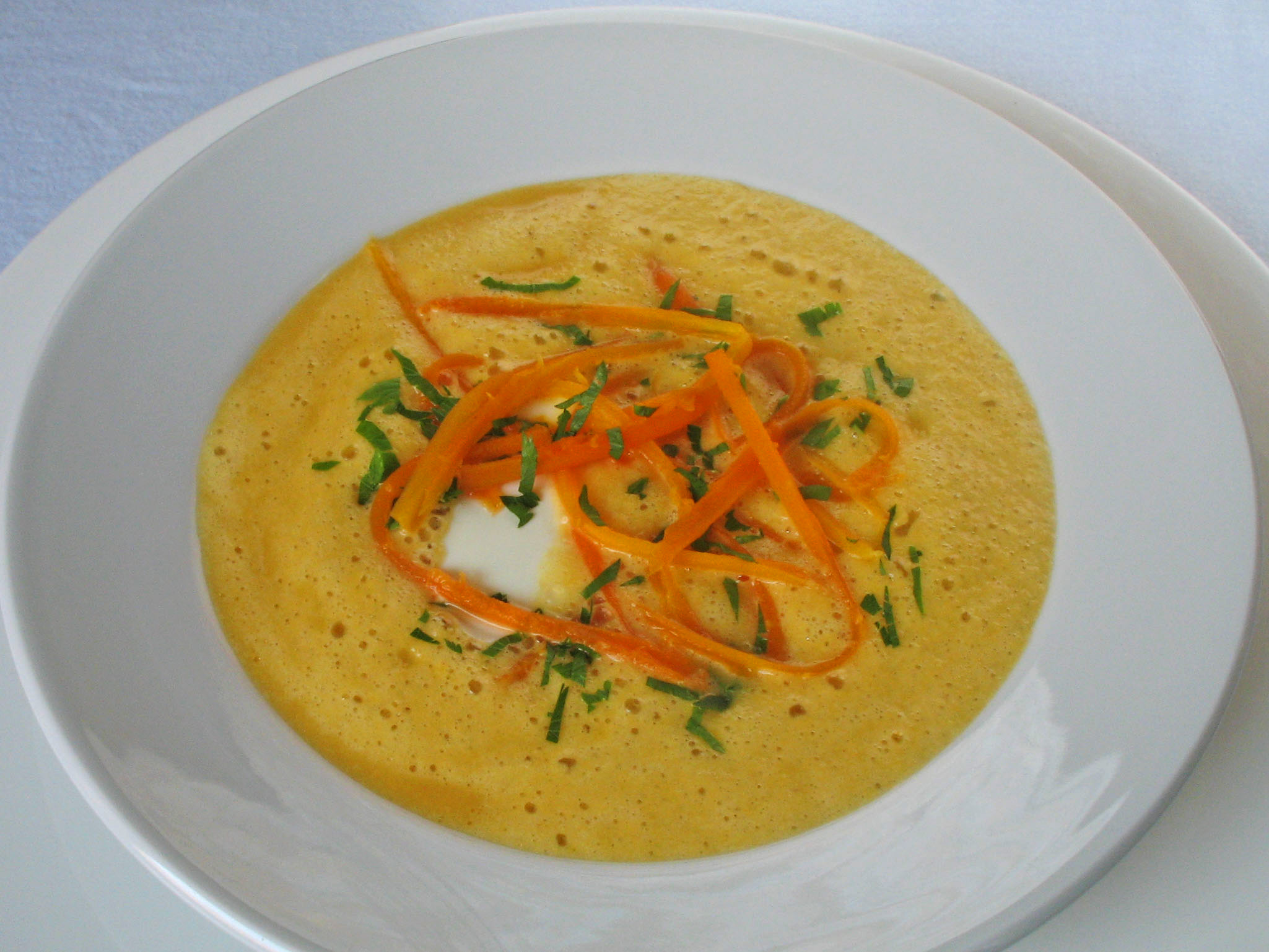
Groentecrèmesoep

Groentesoep is een soep met als belangrijkste ingrediënten verschillende groenten.
Bij zelfgemaakte groentesoep is de basis van de soep vaak een bouillon getrokken uit vlees, maar soms ook uit groenten en kruiden. Daar kunnen dan verschillende groenten aan toegevoegd worden, zoals wortelen, prei, selderij of bloemkool. Dit wordt gedaan op een manier zodat geen enkele groente overheersend is. Als één groente overheerst, of de basis van de soep is, wordt de soep geen groentesoep meer genoemd, maar bijvoorbeeld tomatensoep of erwtensoep. Kant en klare groentesoep wordt, net als de meeste andere soepen, vooral in een blik of in een zak verkocht. Ook bestaat er groentesoep in droge vorm uit een pakje die men zelf met water moet aanlengen. 
De standaardbasis van een West-Europese groentesoep bestaat uit ui, prei en selderij. Hieraan worden naar inspiratie andere groenten toegevoegd. De soep wordt meestal gekruid met een bouquet garni. Ook kunnen er gehaktballetjes en vermicelli worden toegevoegd.